# Eugénie Sorandi
Eugénie Sorandi née Eugénie Surand à Lyon le 5 octobre 1844 et  morte à Cannes le 27 janvier 1914 est une chanteuse lyrique et professeur française.

## Biographie
Eugénie Sorandi est née Eugénie Surand à Lyon le 5 octobre 1844.
La première fois que Eugénie Sorandi se fit entendre à Stockholm ce fut le 5 octobre 1867 dans les salons du Berns Salonger (en). C'est une compagnie composée de plusieurs éléments qui entame un séjour dans ladite salle de concert : la  « signora » Eugénie Sorandi de Paris , le chanteur ténor Ferdinando Ambrosi (sv) de Turin , le danseur solo Enrichete Sprizzi de Milan et le maître de ballet J. Hölzer du Theater an der Wien. De ces artistes, ce sont surtout les deux premiers qui retiennent l'attention. Cette nuit-là, ils ont interprété des scènes de l'opéra La Traviata. « Leurs voix saines et sonores, interprétées par un brio italien enjoué, semblaient électriser le public de Stockholm ». En raison de ce succès, la Direction du Théâtre Royal a décidé de leur offrir une représentation sur la scène de l'opéra. « Signora Sorandi » était une excellente chanteuse de colorature et une assez bonne actrice , surtout dans l'opéra comique . Sa Rosine dans Le Barbier de Séville était de loin son meilleur rôle.
Morte à Cannes le 27 janvier 1914, elle est enterrée au Cimetière du Père-Lachaise.